# Kareem Rush
Pour les articles homonymes, voir Rush.
Kareem Rush, né le 30 octobre 1980 à Kansas City (Missouri), aux États-Unis, est un joueur américain de basket-ball. Il évolue au poste d'arrière.

## Carrière
Kareem Rush est le frère de l'ancien joueur d'UCLA JaRon Rush et du joueur de NBA Brandon Rush. En 2010, il entame une carrière de chanteur de R&B, avec la sortie d'un premier single « Hold You Down ».

## Palmarès
- Vainqueur de la Ligue baltique 2006-2007 avec Lietuvos rytas